# Biblioteka Narodowa Republiki Mauritiusu
Biblioteka Narodowa Republiki Mauritiusu – biblioteka narodowa odpowiedzialna za gromadzenie, opracowanie i udostępnianie zbiorów zaliczanych do dziedzictwa narodowego. Biblioteka powstała na podstawie ustawy o Bibliotece Narodowej z 1996 roku. Podlega Ministerstwu Kultury i Sztuki. Oficjalnie została otwarta w grudniu 1999 roku w Port Louis.

## Historia
Już w 1956 roku naczelny archiwista Auguste Toussaint apelował o utworzenie biblioteki narodowej. W 1996 roku Zgromadzenie Narodowe uchwaliło ustawę o Bibliotece Narodowej nr 32, podporządkowując ją Ministerstwu Kultury i Sztuki. Biblioteka Narodowa została oficjalnie otwarta dla publiczności w grudniu 1999 roku. Od 2002 roku Biblioteka sporządza bibliografię narodową.

## Zbiory
Aby zapewnić dostęp do najbardziej wszechstronnej kolekcji materiałów, Biblioteka Narodowa musi pozyskać wszystkie drukowane i niedrukowane materiały opublikowane w kraju oraz za granicą, jeśli ich tematyka jest związana z Mauritiusem. Zgodnie z ustawą z 1996 roku biblioteka ma prawo do egzemplarza obowiązkowego każdego wydawnictwa wydanego na terenie Mauritiusu. Wydawcy maja obowiązek bezpłatnie przekazać 6 egzemplarzy każdej wydanej książki, gazety, czasopisma i materiałów niedrukowanych. Książki powinny być przekazane do biblioteki w czasie 30 dni, a pozostałe dokumenty 24 godziny po ukazaniu się na rynku. Zbiory Biblioteki Narodowej na Mauritiusie obejmują materiały piśmiennicze lub graficzne: maszynopisy, książki, gazety, czasopisma, nuty, fotografie, mapy, rysunki oraz materiały niedrukowane: filmy, przezrocza, materiały audiowizualne (taśmy, płyty i nagrania dotyczące dowolnego tematu i wyprodukowane na Mauritiusie lub odnoszące się do Mauritiusu i wyprodukowane za granicą). W czerwcu 2020 roku zbiory liczyły 665 000 woluminów.
Biblioteka Narodowa ma w swoich zbiorach około 220 tytułów gazet, z których najstarsza pochodzi z 1777 roku. W 2020 roku zbiór map liczył 1300 woluminów. Swoje zbiory przekazali Bibliotece Narodowej znani Maurytyjczycy: pisarz Abhimanyu Unnuth, pisarka Chit Dukhira, James Burty David, Harold Walter,  poeta Jean Fanchette, poeta Joseph Tsang Mang Kin, poeta Loys Masson, piosenkarz sega Serge Labrasse, prawnik i polityk Harilall Vaghjee, Satcam Boolell, biznesmen i polityk Virgil Naz, pisarka Sita Ramyead i poeta Somduth Bhuckory.